# Королевские регалии Нигерии
Королевские регалии являются атрибутами власти монархов традиционных государств Нигерии.

## История
Современная Нигерия представляет собой федерацию, состоящую из множества штатов, ранее на этой территории были королевства. Некоторые из последних имели огромное значение в истории Нигерии до того, как они были покорены британцами во времена колониальной Нигерии. Тем не менее, даже сегодня (по состоянию на 2020 год) их главные правители смогли сохранить своё религиозное, культурное и, в определённой степени, политическое влияние.

## Описание
Регалии, используемые этими монархами, были и до сих пор обычно представляют собой предмет или коллекцию предметов символического значения, таких как плащ, халат, мантия или костюм с головным убором той же формы или фасона. 
Например, церемониальная корона оба народа йоруба представляет собой шапку из стеклянных бус, вышитых на металлическом каркасе на полосатом и набивном хлопке полотняного переплетения. 
Другими объектами, включёнными в полный список регалий, могут быть статуи малого и среднего размера, например, найденные на территории Бенинского царства. 
Регалии часто имели не только политическое значение. Особенно в южных королевствах они было очень важны для проведения религиозных ритуалов. В этом случае правитель рассматривался как связующее звено между миром живых и духовным загробным миром. На севере мусульманские эмиры и султаны выполняли религиозные функции в качестве духовных лидеров. Регалии в данном случае не имели никакого подтекста метафизического характера, а рассматривались прежде всего как символ власти соответствующего правителя.
В апреле 2005 года в штаб-квартире ЮНЕСКО в Париже состоялась выставка, на которой были представлены регалии из 16 государств, включая Сокото, Кано и Борно. Выставку организовало Федеральное министерство информации Нигерии. Выставка фотографий Джорджа Осоди в Лондоне продемонстрировала множество нигерийских монархических стилей. Ещё одна выставка прошла в Ньюаркском музее в 2015 году.
Споры, связанные с некоторыми королевскими сокровищами, связаны со знаменитым случаем с бенинскими бронзовыми изделиями, священными предметами, состоящими в основном из металлических скульптур, которые были захвачены британскими колониальными державами после их войны против Бенинского царства в XIX веке. Бронзовые изделия использовались для различных королевских ритуалов и имели огромное значение в традиционной религии народа эдо (бини).